# Amway Arena
L'Amway Arena (antigament conegut com a Orlando Arena, TD Waterhouse Center i The Arena in Orlando, i col·loquialment conegut com a O-Rena) és un pavelló localitzat a Orlando, Florida. És part de l'Orlando Centroplex, un complex esportiu i d'entreteniment situat al centre de la ciutat. L'Amway Arena és la seu dels Orlando Magic de l'NBA i dels Orlando Predators de l'AFL, sent-ho també dels Orlando Sharks de la Major Indoor Soccer League.

## Història
TD Waterhouse, una divisió de la companyia canadenca Toronto Dominion, va comprar els drets de nom de l'Orlando Arena el 1999 i va canviar de nom el pavelló a TD Waterhouse Center. Aquests drets van expirar el 30 de novembre de 2006, i TD Ameritrade, que havia comprat TD Waterhouse, va decidir no renovar el contracte. El pavelló va ser breument conegut com a "The Arena in Orlando" fins que es va signar un nou contracte, en un període d'aproximadament una setmana. El 7 de desembre de 2006, es va anunciar que Amway es convertia en el nou patrocinador, reanomenant el pavelló Amway Arena. Amway pagarà 1.5 milions de dòlars en quatre anys; 375.000 dòlars per any. Amway tindrà, a més, una opció exclusiva de negociar pels drets de nom del nou pavelló que van ha construir els Magic. Richard DeVos, propietari de l'equip, és el fundador d'Amway.
L'àlies que rep el pavelló quan juguen els Predators és "The Jungle". Durant la temporada 2005-2006 de l'AFL, el complex va ser conegut com a "Hummer Field at TD Waterhouse Centre".
L'Amway Arena és també la seu dels Orlando Solar Bears de la International Hoquei League, i d'Orlando Jackals de la Roller Hoquei International. Completat el 1989 amb un cost de 98 milions de dòlars (completament finançat públicament), en el pavelló hi tenen cabuda 17.248 espectadors per als partits de bàsquet, a més de comptar amb 26 suites de luxe. Els drets de nom van ser venuts el 2000 a TD Waterhouse per 7.8 milions de dòlars per cinc anys. També és usat per a esdeveniments d'oci, particularment concerts de rock.
El 1990, el torneig masculí de bàsquet de la Southeastern Conference va ser albergat en aquest pavelló, igual que el WWF Royal Rumble el mateix any. Les primeres rondes del torneig de la NCAA es van jugar aquí a principis i mitjans dels 90.
El 1991, va ser votat el "Millor Pavelló de l'Any" per la Revista Performance. També va ser nominat al millor pavelló per a concerts per la Pollstar Concert Industry Awards. El 9 de febrer de 1992, va albergar l'All-Star Game de l'NBA, i durant la temporada 1993-94 de la NHL, Tampa Bay Lightning va jugar cinc dels seus partits en casa aquí.
El primer i segon partit de les Finals de l'NBA de 1995 es van realitzar en aquest complex, igual que les Finals de la IHL el 1996, 1999 i 2001, quan els Solar Bears van guanyar la Turner Cup en l'última temporada de la IHL.
En 2004, Orlando va ser triada com una de les cinc ciutats que acolliran el Dew Action Sports Tour, una nova franquícia d'esports extrems que va començar a entrar en funcionament el 2005. Titulat PlayStation Pro, l'esdeveniment va ser en el TD Waterhouse Centre del 12 al 16 d'octubre.
El 22 d'agost de 2004, la ciutat d'Orlando va expulsar els Orlando Seals, un equip d'hoquei sobre gel de lligues menors, del TD Waterhouse Centre. En canvi, Orlando Sharks de la Major Indoor Soccer League, començarà a jugar els seus partits de local en aquest pavelló pròximament.